# 保羅·康邦

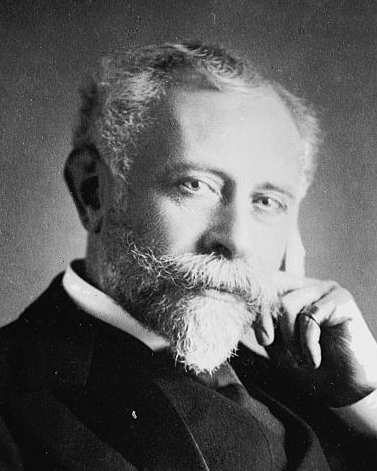
保羅·康邦

皮埃爾·保羅·康邦（法語：Pierre Paul Cambon，法語發音：[pjɛʁ pɔl kɑ̃bɔ̃]；1843年1月20日—1924年5月29日），法蘭西第三共和國時期政治家、外交家。

## 傳記
保羅·康邦原本是茹費理的私人秘書，1872年擔任奧布省長，1876年擔任杜省省長，1877年擔任北部省省長。之後他被轉調至外交部，出任兩屆法國駐突尼斯總督。任內他推動司法改革，逐步淘汰領事法庭，另外還創立突尼斯商會、公共工程局和公共教育美術局。
1886年康邦轉任駐西班牙大使，1890年轉任駐土耳其大使，1898年則改任駐英國大使到1920年。在倫敦他迅速成為一個重要的外交官，1904年促成英法摯誠協定的簽訂，並作為法國代表在倫敦協助調停巴爾幹戰爭。第一次世界大戰爆發時，康邦有助於確保英國干涉戰爭加入協約國。
他是法國榮譽軍團大十字勳位成員，也是法蘭西科學院院士。